# 12 discípulos
12 discípulos es un álbum colaborativo entre el cantante puertorriqueño Eddie Dee y otros artistas del género Reguetón. Fue lanzado el 29 de enero de 2004 por el sello discográfico independiente Diamond Music. Los 12 discípulos presenta a otros 12 raperos del reguetón de aquella época, que se encontraban entre los más solicitados en el género en ese momento, como Daddy Yankee, Ivy Queen, Tego Calderón, Julio Voltio, Vico C, Zion & Lennox, Nicky Jam, Johnny Prez, Gallego, y Wiso G.
Hubo polémica tras la falta de varios reggaetoneros conocidos, entre ellos Baby Rasta & Gringo, Don Omar, Héctor el Father, Tito el Bambino y Wisin & Yandel.
El álbum generó cuatro sencillos, el protagonista que incluyó a los doce artistas destacados. Le siguieron "Punto y Aparte", "Si No Cuidas Tu Mujer" y "Taladro". En la lista de álbumes latinos de Billboard, el álbum alcanzó el número cinco, en la lista de álbumes tropicales de Billboard, alcanzó el número uno durante tres semanas consecutivas. También logró alcanzar el número dieciocho en la lista de álbumes independientes de Billboard. El éxito comercial del álbum promovió a Machete Music para recoger el álbum para una nueva edición especial el 13 de diciembre de 2005.

## Grabación y producción
La grabación y la producción ocurrieron en el estudio casero de Dee en Río Piedras, Puerto Rico, a fines de 2003. El mismo Eddie Dee instaló un estudio de grabación dentro de su propia casa en Río Piedras, Puerto Rico, donde se grabó y produjo el álbum. La producción del álbum fue manejada por una variedad de productores musicales puertorriqueños. Incluyó la producción de DJ Adam, DJ David, DJ Urba & Monserrate, Ecko, Gran Omar, Luny Tunes, Mr. G, The Majestic, Noriega, Rafi Mercenario y Santana.
La producción ejecutiva de la canción "Que es la que hay" estuvo a cargo de Ivy Queen y la producción ejecutiva general estuvo a cargo de Eddie Dee e Iván Joy para Diamond Music. Las voces de Glory y Valerie Morales se usaron en la grabación y producción de algunas de las canciones del álbum. Esteban Piñero fue el ingeniero de masterización del álbum. El diseño creativo del álbum fue manejado por Holly Chen y la fotografía fue tomada por Gary Bonderenko.

## Lanzamiento y promoción
12 Discípulos fue lanzado físicamente de forma independiente el 29 de enero de 2004 por Diamond Music en los Estados Unidos y Puerto Rico. Debido al éxito comercial del álbum, el mismo fue elegido por Machete Music y relanzado el 13 de diciembre de 2005. Fue lanzado digitalmente el 25 de julio de 2009.
El sencillo principal del álbum se realizó en vivo en los Premios Grammy Latinos de 2005. La presentación comenzó con un vídeo del éxito de 1972 de Héctor Lavoe, «Quítate Tu Pa 'Ponerme Yo». Luego fue seguido por Gallego, presentando la canción con "Esos fueron los maestros, nosotros somos los doce discípulos". En medio de gritos, Vico C siguió entregando su verso. Eddie Dee también, y posteriormente le sucedió un inesperado Tego Calderón. Uno por uno, Voltio y Zion cantaron el coro. Ivy Queen, acto seguido,hizo lo suyo, y según Univision la convirtió en la reina de la noche. Le siguieron Johnny Prez, Tito "El Bambino" y Lennox. La actuación terminó con una gran ovación del público. Durante la actuación, cada intérprete llevaba una camisa con una imagen del cantante de salsa con el que más se identificaban.

## Lista de canciones
Edición estándar (2004)

| N.º   | Título | Productor(es)                     | Duración |  |
| 1.    | «Intro – 12 Discípulos» (Eddie Dee, Gallego, Vico C, Tego Calderón, Voltio, Zion & Lennox, Daddy Yankee, Ivy Queen, Johnny Prez, Nicky Jam, Wiso G) | Eddie Dee Mr. G · Dj Playero      | 4:29     |  |
| 2.    | «¿Cuándo es? / ¡Wao!» (Eddie Dee) (Coros: Glory) | DJ Eric                           | 3:20     |  |
| 3.    | «Donde hubo fuego / Pa' tras, Pa' lante» (Daddy Yankee) (Coros: Raymond Acosta, Glory, Valerie)                                                     | Eddie Dee Daddy Yankee Luny Tunes | 3:25     |  |
| 4.    | «Punto y aparte» (Tego Calderón) | Luny Tunes                        | 3:24     |  |
| 5.    | «Se te apagó el Bling, Bling» (Vico C) | Echo · Vico C                     | 4:01     |  |
| 6.    | «Tienes que hacerlo» (Zion & Lennox) | Mr. G · The Majestic              | 2:49     |  |
| 7.    | «Tú y yo» (Nicky Jam) | Luny Tunes                        | 2:42     |  |
| 8.    | «Si no cuidas tu mujer» (Eddie Dee) (Coros: Raymond Acosta)                                                                                         | Luny Tunes                        | 3:59     |  |
| 9.    | «Atrevida bandolera / El estudio» (Voltio) | Mr. G · The Majestic              | 3:12     |  |
| 10.   | «¿Qué es la que hay?» (Ivy Queen) | Noriega · Rafi Mercenario         | 2:51     |  |
| 11.   | «Nebuleando conmigo / Suéltate» (Johnny Prez) | Mr. G · The Majestic              | 3:46     |  |
| 12.   | «Medley 2004» (Wiso G) | DJ David                          | 3:11     |  |
| 13.   | «12 meses» (Gallego) | DJ Urba & Monserrate              | 4:19     |  |
| 14.   | «Sácame el guante» (Eddie Dee) (Coros: Lennox) | Cookee                            | 4:10     |  |
| 15.   | «Censurarme (Bonus Track)» (Eddie Dee) | DJ Urba & Monserrate              | 3:32     |  |
| 53:09 | |                                   |          |  |

Special Edition (2005)

| N.º      | Título                                                                                          | Productor(es)                     | Duración |  |
| 1.       | «Taladro» (Eddie Dee con Daddy Yankee)                                                          | Daddy Yankee DJ Urba & Monserrate | 3:25     |  |
| 2.       | «La locura automática (Remix)» (La Secta con Eddie Dee)                                         | Santana                           | 4:05     |  |
| 3.       | «Quítate tu pa' ponerme yo» (Los 12 discípulos)                                                 | Eddie Dee Mr. G · Dj Playero      | 4:29     |  |
| 4.       | «¿Cuándo es? / ¡Wao!» (Eddie Dee) (Coros: Glory)                                                | DJ Adam                           | 3:20     |  |
| 5.       | «Donde hubo fuego / Pa' tras, pa' lante» (Daddy Yankee) (Coros: Raymond Acosta, Valerie, Glory) | Eddie Dee Daddy Yankee Luny Tunes | 3:25     |  |
| 6.       | «Punto y aparte» (Tego Calderón)                                                                | Luny Tunes                        | 3:24     |  |
| 7.       | «Se te apagó el bling, bling (Remix)» (Vico C)                                                  | DJ Adam                           | 3:57     |  |
| 8.       | «Tienes que hacerlo» (Remix) (Zion & Lennox)                                                    | Santana                           | 2:55     |  |
| 9.       | «Tu y yo» (Nicky Jam)                                                                           | Eddie Dee Luny Tunes              | 2:42     |  |
| 10.      | «Si no cuidas tu mujer» (Eddie Dee) (Coros: Raymond Acosta)                                     | Luny Tunes                        | 3:58     |  |
| 11.      | «Atrevida bandolera / El estudio (Remix)» (Voltio)                                              | Santana                           | 3:10     |  |
| 12.      | «¿Qué es la que hay?» (Ivy Queen)                                                               | Noriega · Rafi Mercenario         | 2:51     |  |
| 13.      | «Nebuleando conmigo / Suéltate» (Johnny Prez)                                                   | Mr. G · The Majestic              | 3:46     |  |
| 14.      | «Medley 2006» (Wiso G)                                                                          | DJ David                          | 3:11     |  |
| 15.      | «12 meses» (Gallego)                                                                            | DJ Urba & Monserrate              | 4:19     |  |
| 16.      | «Sácame el guante» (Eddie Dee) (Coros: Lennox)                                                  | Cookee                            | 4:10     |  |
| 17.      | «Censurarme (Remix)» (Eddie Dee)                                                                | DJ Urba & Monserrate              | 3:32     |  |
| 18.      | «Quítate tu pa' ponerme yo (Salsa)» (Los 12 discípulos)                                         | Mr. G · Dj Playero                | 4:51     |  |
| 01:05:30 |                                                                                                 |                                   |          |  |

DVD
1. Los 12 discípulos - Quítate tu pa' ponerme yo
2. Eddie Dee - Censurarme (Remix)
3. Eddie Dee - Sácame el guante
4. Eddie Dee - Si no cuidas tu mujer
5. Los 12 discípulos - Quítate tu pa' ponerme yo (salsa)